# L. Sprague de Camp

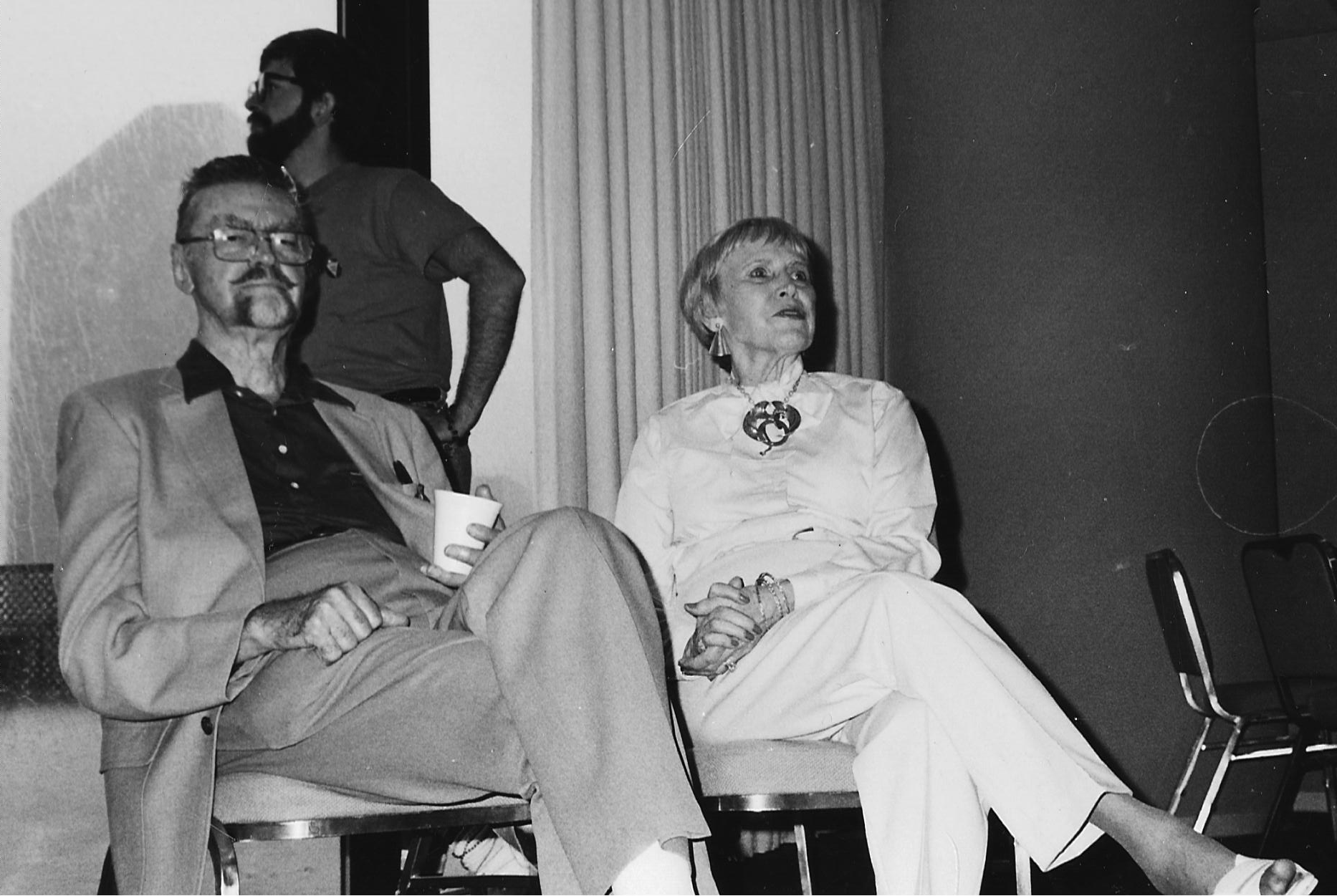
L. Sprague de Camp şi Catherine Crook de Camp

Lyon Sprague de Camp (n. 27 noiembrie 1907, New York City, New York, SUA – d. 6 noiembrie 2000, Plano, Texas, SUA) a fost un autor american de science-fiction și fantezie, de non-ficțiune și biografii. Cariera sa de scriitor cuprinde peste 60 de ani de activitate. El a scris peste 100 de cărți, inclusiv romane și opere notabile de non-ficțiune, printre care și biografii ale unor autori importanți. L. Sprague de Camp este considerat ca fiind un scriitor de mare imaginație și inovator. A fost o figură importantă în perioada de glorie a science fiction-ului, de la sfârșitul anilor 1930 până la sfârșitul anilor 1940. În anul 1978 a primit premiul Nebula Grand Master.

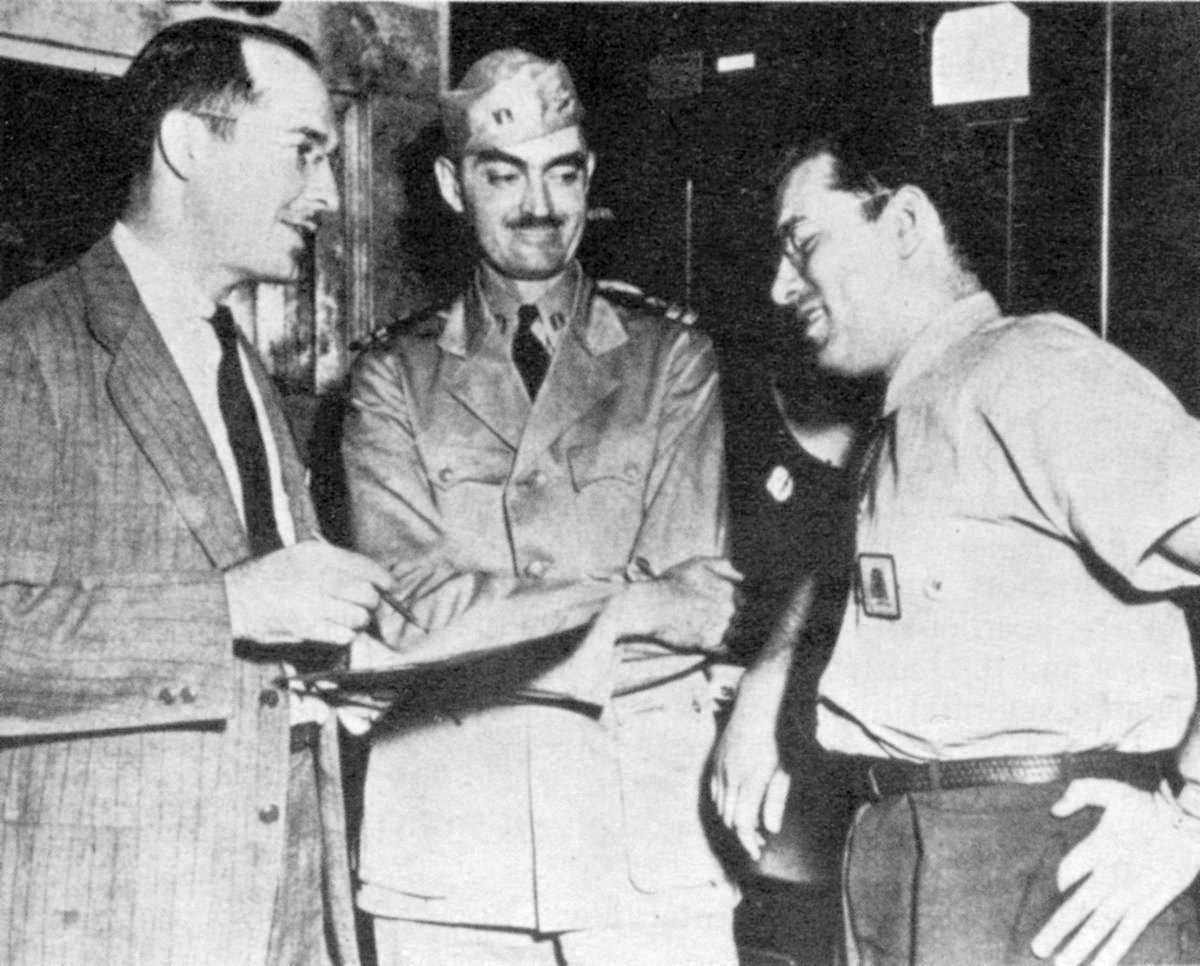
Robert Heinlein, L. Sprague de Camp și Isaac Asimov, Philadelphia Navy Yard, 1944